# Halmstad Arena Skatepark
Halmstad Arena Skatepark i Halmstad är en betongpark avsedd för skateboard, inlines och kickbike. Platsen för parken är utanför Halmstad Arena, på området Sannarp i Halmstad. Den åkbara ytan är 2000 m².
Halmstad Arena Skatepark är byggd som ett samarbetsprojekt mellan Halmstads kommun (arbetslivsförvaltningen och teknik- och fritidsförvaltningen), Arbetsförmedlingen och Halmstads Fastighets AB. Parken drivs av Teknik- och fritidsförvaltningen tillsammans med Halmstad Skateboardklubb. 

## Designarbetet
Parken är designad och projekterad av Pivotech i samarbete med Ramböll och Concreatures (bowlen). De lokala åkarna har dessutom varit delaktiga i designarbetet. Parken är designad för att vara både rolig och utmanande. Större delen av parken är en sk. " street-plaza", men här finns också Sveriges största "slutna bowl". I sin utformningen liknar parken så långt som möjligt ett vanligt torg med murar och räcken att hoppa och grinda på. 

## Tävlingar & Event
Halmstad Arena Skatepark har hittills stått värd för en större tävling och ett större skatecamp.
- Deltävling i Betongcupen, 6 augusti 2011. (Även kallad "Holiday Halmstad") [4]
- Tacky Skatecamp Tour - Camp éS, augusti 2011 [2]